# نئاپولی
شهر نئاپولی در استان مقدونیه مرکزی در کشور یونان واقع شده است که دارای جمعیت ۳۰٬۱۰۶  نفر می‌باشد.